# Monoclea
Monoclea, rod jetrenjarnica smješten u vlastitu porodicu  Monocleaceae.

## Vrste
Postoji 7 priznatih vrsta:
1. Monoclea adglutinata Hook. f. & Taylor
2. Monoclea blumei Nees
3. Monoclea crispata Hook.
4. Monoclea forsteri Hook.
5. Monoclea gottschei Lindb.
6. Monoclea hookeri Colenso
7. Monoclea leptohymenia Hook. f. & Taylor